# Felice Campi
Felice Campi (Mantova, 13 novembre 1746 – Mantova, 6 maggio 1817) è stato un pittore italiano.

## Biografia
Era figlio di Agostino e di Anna Varese, originari di Legnago. 
A dieci anni venne inserito nella bottega del pittore mantovano  Giuseppe Bazzani. Fu inviato a Venezia, dove studiò i grandi pittori Tiziano, Paolo Veronese e Tintoretto. Nel 1765 l'"Accademia mantovana di Belle Arti" gli conferì una medaglia d'oro per un disegno. Alla morte del Bazzani, Campi seguì gli insegnamenti del pittore cremonese Giuseppe Bottani, nominato direttore dell'Accademia. 
Viene ricordato come esecutore di affreschi per edifici religiosi e case signorili dell'epoca.

## Opere
- SS. Vincenzo Ferreri, Lucia e Carlo Borromeo, chiesa parrocchiale di Suzzara, 1777
- S. Liberata, chiesa di Romanore
- Ritratto di Gerolamo Murari della Corte, biblioteca comunale di Mantova, 1794
- S.Giorgio che uccide il drago, chiesa parrocchiale di Castellucchio, 1795
- La vocazione degli apostoli Pietro e Andrea, duomo di Mantova, 1798
- S. Gerolamo, duomo di Mantova, 1803